# Juan Peláez (actor)
Juan Fernández Peláez (Ciudad de México, 12 de diciembre de 1948-Saltillo, México, 23 de noviembre de 2013) fue un actor de cine, teatro y televisión mexicano.

## Biografía
Se graduó en teatro y artes escénicas en la UNAM. Debutó en cine en la década de los 70. Fue un prolífico actor, llegando a participar en más de 100 películas, más de 30 obras de teatro y telenovelas. Se destacó, tanto de bueno como de villano. 

## Trayectoria

### Telenovelas
- Corona de lágrimas (2012 - 2013) .... Eliseo Marrufo.
- Zacatillo, un lugar en tu corazón (2010) .... Augusto Cienfuegos.
- Cuidado con el ángel (2008 - 2009) .... Rodolfo del Huerto.
- Querida enemiga (2008) .... Fafy Cuenca.
- Las tontas no van al cielo (2008) .... Ricardo.
- Al diablo con los guapos (2007 - 2008) .... Federico Belmonte.
- Destilando amor (2007) .... Ministerio Público.
- Mundo de fieras (2006) .... Clemente Rivas del Castillo.
- Barrera de amor (2005 - 2006) .... Sergio López Reyes.
- Misión SOS (2004 - 2005) .... Augusto.
- Amarte es mi pecado (2004).... Carmelo Quintero.
- Clase 406 (2002 - 2003) .... Octavio Valenzuela.
- ¡Vivan los niños! (2002 - 2003) .... Licenciado Arredondo.
- La otra (2002) .... Enrique Salazar.
- Navidad sin fin (2001 - 2002) .... Solís.
- Sin pecado concebido (2001) .... Anselmo Campos.
- Atrévete a olvidarme (2001) .... Santiago Rosales.
- Locura de amor (2000) .... Santiago Sandoval.
- Cuento de Navidad (1999 - 2000).... Saúl Rodríguez Coder.
- Serafín (1999) .... Atlante Abel (voz).
- Ángela (1998 - 1999) .... Humberto Gallardo.
- Desencuentro (1997 - 1998) .... Esteban Aguirre.
- La antorcha encendida (1996) .... Don Miguel Hidalgo y Costilla (†).
- Valentina (1993 - 1994) .... Ernesto Valdepeñas.
- Capricho (1993) .... Antonio Aranda Herrera.
- En carne propia (1990 - 1991) .... Jerónimo Serrano.
- Un rostro en mi pasado (1989 - 1990) .... Carlos Dubois.
- Tal como somos (1987 - 1988).
- Pobre señorita Limantour (1987) .... Augusto Martínez.
- Profesión: Señora (1983) .... Carlos
- Gabriel y Gabriela (1982 - 1983) .... Leonardo.
- Infamia (1981 - 1982) .... Alejandro.
- El hogar que yo robé (1981) .... Pablo.
- La divina Sarah (1980) .... Mauricio Bernhardt.
- Yara (1979) .... Andrés Durán.
- María José (1978 - 1979) .... Mario.
- Rosalía (1978 - 1979) .... René.
- Humillados y ofendidos (1977 - 1978) .... Jorge.
- Yo no pedí vivir (1977) .... Leandro.
- Ven conmigo (1975 - 1976) .... Jorge Fernández del Valle.
- Paloma (1975) .... Eladio Santibañez.
- Mundo de juguete (1974 - 1977) .... Braulio.
- El juramento (1974)
- Mis tres amores (1971 - 1972) .... Uribe

### Películas
- Zapata, el sueño del héroe (2004)
- Los muertos que nos dieron la vida (2003)
- Comando M-5 (2002)
- Masacre nocturna (2007)
- Justicia privada (2007)
- Los cómplices del infierno (1995)
- Atrapados (1995)
- El trono del infierno (1994)
- Muralla de tinieblas (1994)
- Vigilante nocturno (1994)
- Entre el amor y la muerte (1993)
- El fiscal de hierro 3 (1992)
- La última fuga (1991)
- Maverick... lluvia de sangre (1991)
- Polvo de muerte (1991)
- Violencia sin tregua (1991)
- Keiko en peligro (1990)
- El último escape (1990)
- El estrangulador de la rosa (1990)
- Crack, vicio mortal (1990)
- Buscando al culpable (1990)
- Violaciones, casos de la vida real (1990)
- Tarot sangriento (1990)
- Venganza de policía (1990)
- Romero (1989)
- Dos tipas de cuidado (1989)
- El fiscal de hierro (1989)
- Licencia para matar (1989)
- El Judas en la frontera (1989)
- 7 fugas del capitán fantasma (1989)
- A garrote limpio (1989)
- Pilas calientes (1989)
- Los machos están fatigados (1989)
- Música de Viento (1988)
- Solicito marido para engañar (1988)
- Ladrón (1988)
- Un paso al más acá (1988)
- A sangre y fuego (1988)
- Durazo, la verdadera historia (1988)
- Con el niño atravesado (1988)
- Trágico terremoto en México (1987) .... Doctor Rodrigo Rubí.
- Una adorable familia (1987)
- Matadero (1987)
- Luguer, el asesino del Paso (1987)
- Lo negro del negro... (poder que corrompe) (1987)
- Juan Polainas (1987)
- La Alacrana (1986)
- Ese loco, loco hospital (1986)
- Al filo de la ley: Misión rescate (1986)
- Motín en la cárcel (1986)
- El Hombre de la mandolina (1985)
- Escape sangriento (1985)
- Viaje al paraíso (1985)
- Historia de una mujer escandalosa (1984)
- Con el cuerpo prestado (1983) .... Antonio.
- Lobo salvaje (1983)
- Cosa fácil (1982)
- Días de combate (1982)
- El Caín del bajio (1981)
- Te solté la rienda (1980)
- La pistolera (1979)
- Las noches de Paloma (1978)
- Dinastía de la muerte (1977)
- En defensa propia (1977)
- Chin chin el teporocho (1976)
- El juicio de Martín Cortés (1974)
- Ante el cadáver de un líder (1974)
- Los doce malditos (1974)
- Aquellos años (1973)
- Cayó de la gloria el diablo (1972) .... Julián, asistente de televisión.
- El deseo en otoño (1972) .... Javier.
- La pequeña señora de Pérez (1972)
- El jardín de la Tía Isabel (1972)
- Elena y Raquel (1971) .... Hippie.
- El cielo y tú (1971)
- Las reglas del juego (1971)
- Para servir a usted (1971)
- La justicia tiene doce años (1970) .... Hombre que baila.
- Jóvenes de la Zona Rosa (1970)
- La fuerza inútil (1970) - Estrenada en 1972

### Series de TV
- Como dice el dicho (2013)  .... Eduardo. "Más sabe el diablo".
- Ernesto Alonso: Estrella de estrellas (2007).
- El Pantera (2007).
- Mujer, casos de la vida real (2002)
- Papá soltero (1987) .... Juan

## Premios y nominaciones

### Premios Bravo
| Año  | Categoría                | Telenovela   | Resultado |
| ---- | ------------------------ | ------------ | --------- |
| 1999 | Mejor Estelar Antagónico | Desencuentro | Ganador   |

### Premios TVyNovelas
| Año  | Categoría                 | Telenovela            | Resultado |
| ---- | ------------------------- | --------------------- | --------- |
| 1997 | Mejor actor de reparto    | La antorcha encendida | Nominado  |
| 1997 | Mejor actor sobresaliente | La antorcha encendida | Ganador   |